# Branko Pešić (arhitekta)
Branko Pešić (Zemun, 1. septembar 1921 — Linjano, 4. oktobar 2006) bio je srpski arhitekta i univerzitetski profesor. Pešić je bio projektant brojnih objekata u Beogradu i svetu. 
Legat Branka Pešića je u procesu formiranja u Udruženju za kulturu, umetnost i međunarodnu saradnju „Adligat”.

## Biografija
Tehnički fakultet u Beogradu — arhitektonski odsek upisao je 1939, no usled ratnog prekida studija diplomirao je 1947. godine. U periodu 1947 — 1951. radio je kao projektant, šef gradilišta i biroa u Direkciji za izgradnju Novog Beograda.
Godine 1951. izabran za asistenta na Građevinskom fakultetu u Beogradu gde, do penzionisanja 1986, radi u svojstvu predavača, zatim profesora na predmetu Zgradarstvo. Bio i honorarni asistent na Arhitektonskom fakultetu u Beogradu. Isti predmet, predavao je više godina i na fakultetima u Nišu, Novom Sadu, Zrenjaninu i Podgorici. Autor je udžbenika za predmet zgradarstvo, kao i većeg broja objavljenih knjiga i stručnih radova.
Od njegovih 117 realizovanih projekata najznačajniji su: jugoslovenski paviljoni na brojnim međunarodnim sajmovima (među kojima su najveći u Njujorku, Lozani, Moskvi, Parizu, Diseldorfu i Pekingu); projekti više zgrada u Beogradu, među kojima je najznačajnija palata „Beograd“ („Beograđanka“). Vršio je i nadzor nad realizacijom svojih projekata. Učestvovao na 28 arhitektonskih konkursa na kojima je dobio 20 nagrada.
Bio je predsednik i član brojnih stručnih žirija, učesnik izložbi („Majske izložbe“ ULUPUDS-a, samostalna „Izložbe o izložbama“ 1980. godine u Beogradu na kojoj je izlagao svoj projektantski opus. Bio je i predsednik sekcije arhitekture Udruženja primenjenih umetnika i dizajnera Srbije (ULUPUDS) 14 godina, ULUPUDS-a (1976—1980), zatim predsednik Udruženja primenjenih umetnika i dizajnera Jugoslavije (1981—1982), predsednik Saveta redakcija časopisa „Savremeni materijali“ i „Arhitektura i urbanizam“.
Autor je projekta za nastavak gradnje Hrama Svetog Save u Beogradu po kojem je i izveden 2004. godine. Glavni organizator i nadzorni inženjer svih radova na gradnji Hrama od 1984. do 1996. godine. Za rad na Hramu Pešić nije primao platu niti bilo kakvu vrstu nadoknade, pošto je taj projekat smatrao svojom dužnošću i misijom. Pored poslova struke, Pešić je za Hram aktivno prikupljao sredstva, u koju svrhu je održao niz predavanja i izložbi, od Australije do Ujedinjenog Kraljevstva.
Projektovao 27 crkvenih objekata, među kojima se ističu: crkve u Priboju na Limu, Batajnici, i Zemun-polju, kapela-zadužbina porodice Nikolaja Velimirovića u Lelićima, Hram Svete Trojice u Lovcima, Crkva Svete Petke na Čukarici u Beogradu. Za svoj rad dobio je više medalja i diploma za angažovanje na kulturnom i stručnom polju. Odlikovan je sa dve Medalje rada, Ordenom rada Prvog reda, Ordenom zasluga za narod, Ordenom Sv. Save Prvog reda i to „za desetgodišnje sagorevanje na projektovanju i vršenju nadzora izgradnje Spomen-hrama Svetog Save“ i ordenom Belog Orla Prvog Reda (posthumno 2006). Bio je član Krunskog saveta.

## Legat u Adligatu
Legat Branka Pešića je u formiranju u Udruženju za kulturu, umetnost i međunarodnu saradnju „Adligat”. Milena Pešić, supruga pokojnog arhitekte, je zajedno sa Adligatom otpočela formiranje legata arhitekte.
U legatu će se nalaziti fotografije, lična dokumenta, dokumenti vezani za izgradnju Hrama Svetog Save i Beograđanke, nagrade, Pešićeva lična biblioteka i arhivski materijal.

## Nagrade
- Spomenica za izgradnju Beograda, 1952.
- Omladinska spomenica graditelja Novog Beograda, 1950, 1951, 1962
- Medalja sa diplomom ULUPUS-a za uspeh na području unutrašnje arhitekture, 1965
- Zlatna medalja cara Etiopije, za realizaciju jugoslovenskog paviljona u Adis Abebi, 1955.
- Diploma "Club de publicite Lausanne", za projekat jugoslovenskog paviljona na Međunarodnom sajmu u Lozani, 1962.
- Diploma "San Francisco area World Trafe Association", za projekat jugoslovenskog paviljona na Međunarodnom sajmu u San Francisku, 1964.
- Diploma Prezidijum svesavezne trgovinske palate, za arhitektonsko-likovno ostvarenje jugoslovenskog paviljona na Međunarodnom sajmu hemije u Moskvi, 1965.
- Diploma i plaketa, u znak priznanja za rad i zalaganje na izgradnji Novog Beograda u periodu 1948-1978
- Diploma i plaketa u znak priznanja za 35 godina rada i zalaganje na izgradnji Beograda, 1979.
- Zlatna značka Kulturno-prosvetne zajednice Srbije, 1979.
- Diploma sa plaketom za doprinos umetničkoj i organizacionoj afirmaciji ULUPUDS-a, 1979.
- Diploma Studija B za uspešnu saradnju, 1980.
- Zlatna značka i diploma turističkog saveza Beograda kao priznanje za doprinose u propagiranju i unapređenju turizma, 1980.
- Medalja rada, 1948.
- Medalja rada, 1949.
- Orden zasluga za narod sa srebrnom zvezdom, 1949.
- Orden rada sa crvenom zvezdom, 1979.
- Orden Svetog Save I reda

## Projekti
Zgrade
- Rukovođenje na rekonstrukciji i projektovanje aerodromskih objekata na aerodromima u Hrvatskoj i Sloveniji, 1945-46
- Projekti sa realizacijom četiri stambena objekta na Novom Beogradu, 1949-50
- Idejni projekat za arhitektonsko oblikovanje hidrocentrale Zvornik sa urbanističkim rešenjem, 1952.
- Projekat u svim fazama Upravne zgrade Spoljnotrgovinske Komore p+2  u ulici Draže Pavlovića br. 15, objekat realizovan 1955.
- Projekat u svi fazama jugoslovenskog paviljona na međunarodnom sajmu u Adis Abebi, projekat realizovan 1955.
- Projekat u svim fazama stambene zgrade – p+5, u ulici Krunskoj br.26 u Beogradu, 1956.
- Projekat u svim fazama televizijskog tornja visine 80 m. Na Beogradskom sajmu u saradnji sa arh. M. Pališaškim, 1957.
- Projekat tipskih i atraktivnih objekata i konstrukcija u parkovskom prostoru Beogradskog  sajma sa arh. M. Pališaškim – delom realizovan, 1957.
- Projekat rekonstrukcije robne kuče NAMA u Požarevcu, realizovan 1958.
- Projekat adaptacije zgrade GRAMAG u Požarevcu, realizovan 1959.
- Projekat adaptacije zgrade „Pomoravlja” u Požarevcu, realizovan 1959.
- Projekat izložbenog paviljona SSSR na Zagrebačkom velesajmu u saradnji sa arh. B.S-Vilenskim – 6000 m² povšine, realizacija 1967.
- Projekat Paviljona za Jugoslovensku izložbu u Parizu – Port Maillot ukupne površine 3500 m² sa uređenjem terena 8000 m², relizovan 1969.
- Projekat „Palata Beograd” ili „Beograđanka” u svim fazama karakteristika : 3s, p+5, p+25 – ukupne površine 40.000 m² visine 100 m. Najviši (u to vreme) u Jugoslaviji i na Balkanu, objekat realizovan od 1969–1974
- Projekat podzemnog pešačkog prolaza ispod Palate Beograd i pijacete veza sa svim susednim ulicama, 1974.
- Idejno rešenje za konačno oblikovanje Cvetnog trga sa objektima na oko 60.000 m² površine, sa garažom za 1200 vozila, 1974.
- Urbanistička razrada Luke Beograd kao predlog za definitivno rešenje, 1974.
- Idejni projekat podzemne garaže ispod parka „Manjež” na 6 nivoa ispod zemlje za 1350 vozila, 1974.
- Projekat sa realizacijom vile porodice Gavre Cerovića na Žabljaku, 1974.
- Projekat sa realizacijom vile porodice Miloša Petrovića, 1975.
- Projekat adaptacije doma „Braća Stamenković” u Beogradu sa formiranjem  univerzalne dvorane (pozorište, bioskop, koncerti) za 300 mesta sa galerijom za izložbe, 1978.
- Projekat zgrade opštine Odžaci sa realizacijom, 1978.
- Projekat i realizacija Građevinskog fakulteta u Subotici sa arhitektom Nikolom Ilinčićem, 1981.
- Urbanističko rešenje i idejni projekat 6 proizvodnih zgrada Umetničko zanatskog Centra Grocka, 1982.
- Projekat enterijera restorana, kabarea, kazina u hotelu „Mažestik” u Beogradu, 1984.
- Projekat i realizacija ulaznog hola sa recepcijom i restoranima u prizemlju hotela „Srbija” u Beogradu, 1985.
- Projekat i realizacija recepcije, dva restorana u prizemlju hotela „Kasina” u Beogradu, 1985.
- Projekat u svim fazama Robno poslovne zgrade preduzeća „Agrooprema” na Novom Beogradu. Realizovana centralna zgrada, 1985.
- Projekat i realizacija trovačkog centra «Vračarac» u ul.Bore Stankovića u Beogradu, 1986.
- Projekat ulaza, recepcije i restorana u prizemlju hotela „Splendid” u Beogradu, 1986.
- Projekat restorana u prizemlju zgrade rečnog brodarstva u ulici Sarajevskoj  u Beogradu, 1986.
- Projekat sa realizacijom  kafe-restorana u prizemlju Palate „Riunione” u Beogradu

Sakralni objekti
- Projekat i realizacija Konaka  U Porti Crkve U Novom Pazaru, 1984.
- Projekat i realizacija Crkvenog Konaka  U Raškoj, 1984.
- Projekat i realizacija Konaka  Manastira Sv. Trojica u Kikindi, 1984.
- Projekat crkve i konaka U Slavonskom Brodu, 1984. Projekte preradio Peđa Ristić, delimično podignuti i srušeni za vreme Odbrambeno-otadžbinskog rata, 1991.
- Idejni projekat proširenja Vladičanskog Dvora U Zagrebu, 1984.
- Projekat i realizacija Konaka U Subjelu, 1984.
- Novi projekat nastavka gradnje hrama Svetog Save na Vračaru U Beogradu, 1985. Hram je građevinski završen 2000. godine
- Projekat i realizacija Kapele vladike Jovana i vladike Nikolaja Velimirovića u Lelićima, 1986.
- Projekat rekonstrukcije Crkve Sv.cara Uroša U Nerodimlju,1987.
- Projekat tipske Crkve za Eparhiju Zvorničko-tuzlansku, 1987.
- Projekat parohijskog Konaka Manastira Knežina, 1987.
- Projekat parohijskog Konaka U Derventi, 1987.
- Projekat saborne Crkve u Bjelini, 1987.
- Idejni projekat za Crkvu na Bežanijskom Groblju, 1987.
- Idejni projekat za Crkvu na Zlatiboru, 1987.
- Projekat rekonstrukcije Crkve i Parohijskog Doma U Sisk, 1988.
- Projekat za Dovršenje Crkve Sv.save U Splitu /po Projektu Deroka/, 1988.
- Idejni projekat Saborne Crkve U Kninu, 1989.
- Idejni projekat Dvora Za Mitropoliju Dabrobosanske Eparhije U Sokolcu (Bosna), 1989.
- Idejni projekat crkve Na Ilidži (Kod Sarajeva) Sa Urbanističkim rešenjem duhovnog centra, 1989.
- Idejni projekat crkve u Stepanovićima (Vojvodina), realizovano, 1989.
- Idejni projekat crkve u Minhenu (Nemačka), realizovano, 1990.
- Projekat crkve i konaka u Batajnici, realizovano, 1993.
- Projekat crkve i konaka u Zemun Polju, realizovano, 1993.
- Projekat i realizacija Crkve na Groblju Lešće U Beogradu, 1994.
- Projekat i realizacija Crkve u Priboju Na Limu, 1994.
- Projekat spoljne obrade i unutrašnjeg Uređenja Crkve U Kurahovu Donjecka Oblast, Ukrajina, 1997.
- Idejni projekat za crkvu U Poltavi, Ukrajina, 1998.
- Projekat i realizacija crkve u Brčkom, 1999.
- Projekat i Realizacija crkve Svete Petke Na Čukaričkoj Padini U Beogradu, 1999.
- Projekat konakacrkve Svete Petke Na Čukaričkoj Padini, 2005.
- Idejni projekat Crkve Sv. Makaveja, Selo Mirovo – Motel Rtanj, 2006.

## Publikacije
- Članci  koji se odnose na sopstvene izvedene radove iz arhitekture u časopisima „Pregled arhitekture“, „Naše građevinarstvo“, „Savremeni materijali“, „Arhitektura i urbanizam“.
- Objavljeni projekti i napisi  o radovima u katalogu „Savremeni nameštaj“, „Politici“, NIN-u, „Borbi“, „Commercial News“, „Yugoslaviaexport“, „Ko je ko“- ULUPUDS, „Ko je ko u Jugoslaviji“, „Srpska arhitektura 1900-1970“  i dr.
- Habilitacioni rad oblikovanje paviljonskih i izložbenih konstrukcija sa osvrtom na karakteristične primere iz sopstvenih ostvarenja, odbranjen 1967. god. na Građevinskom fakultetu u Beogradu.
- „Završni elementi na bazi plastičnih masa“ – štampan materijal predavanja na Simpozijumu Društva za izučavanje novih proizvoda i tehnološko prognoziranje, Beograd, 1972.
- Prostorno rešenje Luke Beograd. Studija  dugoročnog rešavanja Luke Beograd u sistemu plovnog puta Rajna-Majna-Dunav. Elaborat rađen u Institutu „Kirilo Savić“ u saradnji sa Institutom za građevinarstvo, 1972—73.
- „Aluminijum u konstrukcijama zgrada“, predavanje održano na simpozijumu časopisa „Savremeni materijali“ i „Društva za izučavanje novih proizvoda“, Beograd, 1973.
- „Primena plastomera i elastomera u Palati Beograd, predavanje na seminaru „Plasrika u građevinarstvu“, Beograd, 1974.
- Monografija Palata Beograd, 1974.
- Referat „Palata Beograd u Beogradu“ na Kongresu konstruktera Jugoslavije u Budvi, 1974.
- Skripta „Zgradarstvo“ , izdanje Građevinskog fakulteta, Beograd, 1975.
- „Primena plastificiranih limova“ referat na simpozijumu u organizaciji fabrike „Lemind“ u Leskovcu, 1975.
- Referat „Neka iskustva u projektovanju, građenju i eksploataciji Palate Beograd, na simpozijumu Jugoslovenskog društva građevinskih konstruktera u Cavtatu, 1976.
- „Enterijer i likovni izrazi plastičnim masama“ na simpozijumu Društva za izučavanje novih proizvoda , Građevinski centar, Beograd, 1977.
- „Građevinski materijali na bazi sintetičkih materijala“ na simpozijumu časopisa „Savremeni materijali“ i Društva za izučavanje novih proizvoda, Građevinski centar u Beogradu, 1977.
- „Neka iskustva u ponašanje termo-hidro-zvučnih izolacija na Palati Beograd“ referat na Simpozijumu Društva za izučavanje novih proizvoda i tehnološko prognoziranje u Građevinskom centru u Beogradu, 1978.
- Prilozi za kataloge „Dizajn u Srbiji“, 1978, 1980.
- Članci u časopisu „Arhitektura i urbanizam“, 1978, 1980.
- Uvodni članci u katalozima ULUPUDS-a 1970—1980.
- Kao član jugoslovenske delegacije učestvovao u radu svetske organizacije dizajnera ICXID. u Dablinu, Irska, 1977.
- Pisani referati sa predavanjima o arhitekturi i gradnji Hrama Svetog Save na Vračaru, u organizaciji SPC i društava arhitekata u gradovima: Beogradu, Novom Sadu, Kragujevcu, Trsteniku, Velikoj Plani, Podgorici, Splitu, Dubrovniku, Zagrebu, Sisku, Lepavini, Londonu, Birmingemu, Darbiu, Malmeu, Stokholmu, Himelstiru, Hanoveru, Minhenu, Cirihu, Varšavi, Sidneju, Brizbejnu, Kamberi, Adelaidi, Melburnu, Hilandaru, od 1984-1990.god.
- „Zgradarstvo“, udžbenik za studente Građevinskog fakulteta, Građevinski fakultet, Beograd, 1981.
- „Izložba o izložbama“, Muzej primenjene umetnosti, Beograd, 1980.
- Referat sa predavanjem „Arhitektura srpskih pravoslavnih crkava sa osvrtom na Hram Svetog Save u Beogradu, 1984.
- „Spomen Hram Svetog Save na Vračaru u Beogradu 1895-1988“, Sveti arhijerejski Sinod SPC, 1988.
- „Un` impressa unica della construzione“ – Jacca Book, „L`umana Avventura“ – Incerno 1988—1989
- „Zgradarstvo” (istorija nastave) u Zborniku Građevinskog fakulteta 1948-1978.
- „Predlog sistema projektovanja i organizacije gradnje hrama i način prikupljanja sredstava“ studija rađena za potrebe Ruske pravoslavne crkve u vezi sa gradnjom Spomen-Hrama Svete Trojice u Moskvi, u organizaciji firme „Progres“ iz Beograda, 1991.
- „Arhitektura Hrama Sv.Save u Beogradu i istorija gradnje, pisani referat sa prikazom, na susretu srpskih i grčkih građevinara u Solunu, Kulturni centar „Vapopulko“, 1996.
- „Godine Hrama Svetog Save“, M komunikacije, 1995.
- „Hram Svetog Save“ u Zborniku Spaljivanje moštiju Svetog Save, SPC, 1997.
- „Istorija projektovanja i građenja Spomen-Hrama Svetog Save na Vračaru u Beogradu, 1895-2004“ (str.159—398) u knjizi Hram Svetog Save u Beogradu (urednik B.Pešić), Pravoslavna reč, Novi Sad, 2005.

## Galerija
- Pešićev crtež Hrama nakon postavljanja prvog velikog luka
- Fotografija Branka Pešića ispred ozidanog Hrama
- Pešić u ličnoj biblioteci
- Branko Pešić u svom domu
- Pešić ispred idejnih projekata Hrama
- Branko Pešić sa gradonačelnikom Brankom Pešićem